# Серхио Перез
Серхио Мичел Перез Мендоза (шп. Sergio Michel Pérez Mendoza; Гвадалахара, 26. јануар 1990) мексички је аутомобилиста и возач Формуле 1 који тренутно вози за Ред бул. У формули 1, прву побједу остварио је након 190 вожених трка, чиме је поставио рекорд по броју вожених трка прије прве побједе; такође, остварио је и једну пол позицију.
Каријеру је почео у картингу, након чега је возио формулу БМВ, формулу 3 и ГП2 серију, гдје је 2010. завршио на другом мјесту, иза Пастора Малдонада. Каријеру у формули 1 почео је у Зауберу 2011, а био је члан академије Ферарија до 2012. Први подијум у формули 1 остварио је на Великој награди Малезије 2012, након чега су почеле спекулације да би могао да пређе у Ферари у скоријој будућности. Ипак, касније је рекао новинарима да остаје у Зауберу, барем до краја сезоне 2012. До краја сезоне остварио је још два подијума, а због својих година и резултата, назван је као „мексички вундеркинд“.
Године 2013, прешао је у Макларен, али тим није успио ниједну трку да заврши на подијуму, због чега је Макларен одлучио да за сезону 2014. Переза замијени са Кевином Магнусеном, због чега је Перез остао без тима. У децембру 2013, објављено је да је потписао уговор са тимом Форс Индија, за 15 милиона евра. Прве двије сезоне је остварио по један подијум, док је 2016. остварио два подијума, завршивши двије трке на трећем мјесту. У сезони 2017. није остварио ниједан подијум, док је 2018. једну трку завршио на трећем мјесту.
Тим се расформирао на крају сезоне 2018. и постао тим Рејсинг појнт, са којим је Перез потписао трогодишњи уговор, до краја 2022. Године 2019, завршио је на десетом мјесту у шампионату, без иједног подијума, што му је био најлошији резултат од 2013. Године 2020, остварио је прву побједу у каријери у формули 1, побиједивши на Великој награди Сакира, након вожених 190 трка, поставивши рекорд по броју вожених трка прије прве побједе. На крају сезоне 2020, тим је поново расформиран и постао је тим Астон Мартин; са Перезом није продужен уговор, а замијенио га је Себастијан Фетел. У децембру 2020, Перез је потписао уговор са тимом Ред бул за сезону 2021, гдје је замијенио Александера Албона. Сезону је завршио на четвртом мјесту, са једном побједом и пет подијума.
У сезони 2022. остварио је прву пол позицију у каријери, на трци за Велику награду Саудијске Арабије.

### Каријера
| Година   | Категорија                     | Екипа                   | Трке | Пол позиције | Победе | Бодови | Пласман |
| -------- | ------------------------------ | ----------------------- | ---- | ------------ | ------ | ------ | ------- |
| 2004.    | Скип Барбер Формула Доџ Серија | Телмекс Рејсинг         | 14   | 0            | 0      | 77     | 11.     |
| 2005.    | Формула БМВ АДАЦ               | Тим Розберг             | 19   | 0            | 0      | 37     | 14.     |
| 2006.    | Формула БМВ АДАЦ               | АДАЦ Берлин-Бранденбург | 18   | 0            | 0      | 112    | 6.      |
| 2006–07. | А1 Гран При                    | A1 Тим Мексико          | 2    | 0            | 0      | 35     | 10.     |
| 2007.    | Велика Британија Формула 3     | T-Спорт                 | 21   | 14           | 14     | 376    | 1.      |
| 2008.    | Велика Британија Формула 3     | T-Спорт                 | 22   | 0            | 4      | 195    | 4.      |
| 2008–09. | ГП2 Азија Серија               | Кампос Гран При         | 11   | 0            | 2      | 26     | 7.      |
| 2009.    | GP2 Серија                     | Арден Интернашонал      | 20   | 0            | 0      | 22     | 12.     |
| 2009–10. | ГП2 Азија Серија               | Барва Адакс Тим         | 4    | 0            | 0      | 5      | 15.     |
| 2010.    | ГП2 Азија Серија               | Барва Адакс Тим         | 20   | 1            | 5      | 71     | 2.      |

### Потпуни попис резултата у Формули 1
(Легенда) (Трке које су подебљане означавају пол позицију, a tрке које су закривљене означавају најбржи круг трке)
| Година | Тим           | Шасија             | Мотор                   | 1       | 2       | 3       | 4       | 5       | 6       | 7       | 8       | 9        | 10      | 11      | 12       | 13      | 14      | 15       | 16      | 17      | 18      | 19      | 20      | 21      | 22       | Поени | Вш  |
| ------ | ------------- | ------------------ | ----------------------- | ------- | ------- | ------- | ------- | ------- | ------- | ------- | ------- | -------- | ------- | ------- | -------- | ------- | ------- | -------- | ------- | ------- | ------- | ------- | ------- | ------- | -------- | ----- | --- |
| 2011   | Заубер        | Заубер Ц30         | Ферари 056              | АУС ДИС | МАЛ Оду | КИН 17. | ТУР 14. | ШПА 9.  | МОН НС  | КАН СТ  | ЕВР 11. | ВБР 7.   | НЕМ 11. | МАЂ 15. | БЕЛ Оду  | ИТА Оду | СИН 10. | ЈАП 8.   | КОР 16. | ИНД 10. | АБУ 11. | БРА 13. |         |         |          | 14    | 16. |
| 2012   | Заубер        | Заубер Ц31         | Ферари 056              | АУС 8.  | МАЛ 2.  | КИН 11. | БAХ 11. | ШПА Оду | МОН 11. | КАН 3.  | ЕВР 9.  | ВБР Оду  | НЕМ 6.  | МАЂ 14. | БЕЛ Оду  | ИТА 2.  | СИН 10. | ЈАП Оду  | КОР 11. | ИНД Оду | АБУ 15. | САД 11. | БРА Оду |         |          | 66    | 10. |
| 2013   | Макларен      | Макларен MП4-28    | Мерцедес-Бенц ФO 108Ф   | АУС 11. | МАЛ 9.  | КИН 11. | БАХ 6.  | ШПА 9.  | МОН 16. | КАН 11. | ВБР 20. | НЕМ 8.   | МАЂ 9.  | БЕЛ 11. | ИТА 12.  | СИН 8.  | КОР 10. | ЈАП 15.  | ИНД 5.  | АБУ 9.  | САД 7.  | БРА 6.  |         |         |          | 49    | 11. |
| 2014   | Форс Индија   | Форс Индија ВJM07  | Мерцедес-Бенц ПУ106A    | АУС 10. | МАЛ НС  | БАХ 3.  | КИН 9.  | ШПА 9.  | МОН Оду | КАН 11. | АУТ 6.  | ВБР 11.  | НЕМ 10  | МАЂ Оду | БЕЛ 8.   | ИТА 7.  | СИН 7.  | ЈАП 10.  | РУС 10. | САД Оду | БРА 15. | АБУ 7.  | 59      | 10.     |          |       |     |
| 2015   | Форс Индија   | Форс Индија ВJM08  | Мерцедес ПУ106Б         | АУС 10. | MAЛ 13. | КИН 11. | БАХ 8.  | ШПА 13. | МОН 7.  | КАН 11. | АУТ 9.  |          |         |         |          |         |         |          |         |         |         |         |         |         |          | 78    | 9.  |
| 2015   | Форс Индија   | Форс Индија ВJM08Б | Мерцедес ПУ106Б         |         |         |         |         |         |         |         |         | ВБР 9.   | МАЂ Оду | БЕЛ 5.  | ИТА 6.   | СИН 7.  | ЈАП 12. | РУС 3.   | САД 5.  | МЕК 8.  | БРА 12. | АБУ 5.  |         |         |          | 78    | 9.  |
| 2016   | Форс Индија   | Форс Индија ВJM09  | Мерцедес-Бенц ПУ106Ц    | АУС 13. | БАХ 16. | КИН 11. | РУС 9.  | ШПА 7.  | МОН 3.  | КАН 10. | ЕВР 3.  | АУТ 17.† | ВБР 6.  | МАЂ 11. | НЕМ 10.  | БЕЛ 5.  | ИТА 8.  | СИН 8.   | MAЛ 6.  | ЈАП 7.  | САД 8.  | МЕК 10. | БРА 4.  | АБУ 8.  |          | 101   | 7.  |
| 2017   | Форс Индија   | Форс Индија ВJM10  | Мерцедес M08 1.6 В6 т   | АУС 7.  | КИН 9.  | БАХ 7.  | РУС 6.  | ШПА 4.  | МОН 13. | КАН 5.  | АЗЕ Оду | АУТ 7.   | ВБР 9.  | МАЂ 8.  | БЕЛ 17.† | ИТА 9.  | СИН 5.  | MAЛ 6.   | ЈАП 7.  | САД 8.  | МЕК 7.  | БРА 9.  | АБУ 7.  |         |          | 100   | 7.  |
| 2018   | Форс Индија   | Форс Индија ВJM11  | Мерцедес M09 1.6 В6 т   | АУС 11. | БАХ 16. | КИН 12. | АЗЕ 3.  | ШПА 9.  | МОН 12. | КАН 14. | ФРА Оду | АУТ 7.   | ВБР 10. | НЕМ 7.  | МАЂ 14.  |         |         |          |         |         |         |         |         |         |          | 62    | 8.  |
| 2018   | Рејсинг појнт | Форс Индија ВJM11  | Мерцедес M09 1.6 В6 т   |         |         |         |         |         |         |         |         |          |         |         |          | БЕЛ 5.  | ИТА 7.  | СИН 16.  | РУС 10. | ЈАП 7.  | САД 8.  | МЕК Оду | БРА 10. | АБУ 8.  |          | 62    | 8.  |
| 2019   | Рејсинг појнт | Рејсинг појнт РП19 | Мерцедес M10 1.6 В6 т   | АУС 13. | БАХ 10. | КИН 8.  | АЗЕ 6.  | ШПА 15. | МОН 12. | КАН 12. | ФРА 12. | АУТ 11.  | ВБР 17. | НЕМ Оду | МАЂ 11.  | БЕЛ 6.  | ИТА 7.  | СИН Оду  | РУС 7.  | ЈАП 8.  | МЕК 7.  | САД 10. | БРА 9.  | АБУ 7.  |          | 52    | 10. |
| 2020   | Рејсинг појнт | Рејсинг појнт РП20 | Мерцедес M11 1.6 В6 т   | АУТ 6.  | ШТА 6.  | МАЂ 7.  | ВБР ППТ | 70Г /   | ШПА 5.  | БЕЛ 10. | ИТА 10. | ТОС 5.   | РУС 4.  | АЈФ 4.  | ПОР 7.   | ЕМИ 6.  | ТУР 2.  | БАХ 18.† | САК 1.  | АБУ Оду |         |         |         |         |          | 125   | 4.  |
| 2021   | Ред бул       | Ред бул RB16B      | Хонда RA621H V6 t h 1.6 | БАХ 5.  | ЕМИ 11. | ПОР 4.  | ШПА 5.  | МОН 4.  | АЗЕ 1.  | ФРА 3.  | ШТА 4.  | АУТ 6.   | ВБР 16. | МАЂ Оду | БЕЛ 19.  | ХОЛ 8.  | ИТА 5.  | РУС 9.   | ТУР 3.  | САД 3.  | МЕК 3.  | БРА 4.  | КАТ 4.  | САУ Оду | АБУ Оду† | 190   | 4.  |
| 2022   | Ред бул       | Ред бул RB18       | Ред бул RBPTH001 V6 t   | БАХ Оду | САУ 4.  | АУС 2.  | ЕМИ 2.  | МАЈ 4.  | ШПА 2.  | МОН 1.  | АЗЕ 2.  | КАН Оду  | ВБР 2.  | АУТ Оду | ФРА 4.   | МАЂ 5.  | БЕЛ 2.  | ХОЛ 5.   | ИТА 6.  | СИН 1.  | ЈАП     | САД     | МЕК     | БРА     | АБУ      | 235*  | 3.* |

* Сезона у току.